# Hesperantha
Hesperantha é um género botânico pertencente à família Iridaceae.

## Espécies
- Hesperantha acuta (Licht. ex Roem. & Schult.) Ker Gawl.
- Hesperantha alborosea Hilliard & B.L.Burtt
- Hesperantha altimontana   Goldblatt
- Hesperantha bachmannii  Baker
- Hesperantha ballii  Willd.
- Hesperantha baurii   Baker
- Hesperantha bifolia   Baker
- Hesperantha brevicaulis   (Baker) G.J.Lewis
- Hesperantha brevifolia  Goldblatt
- Hesperantha brevistyla   Goldblatt
- Hesperantha bulbifera   Baker
- Hesperantha candida   Baker
- Hesperantha cedarmontana   Goldblatt
- Hesperantha ciliolata   Goldblatt
- Hesperantha cinnamomea  (L.f.) Ker Gawl.
- Hesperantha coccinea   (Backh. & Harv.) Goldblatt & J.C.Manning
- Hesperantha crocopsis   Hilliard & B.L.Burtt
- Hesperantha cucullata Klatt
- Hesperantha curvula   Hilliard & B.L.Burtt
- Hesperantha debilis   Goldblatt
- Hesperantha decipiens   Goldblatt
- Hesperantha elsiae   Goldblatt
- Hesperantha erecta   (Baker) Benth. ex Baker
- Hesperantha exiliflora   Goldblatt
- Hesperantha falcata   (L.f.) Ker Gawl.
- Hesperantha fibrosa   Baker
- Hesperantha flava   G.J.Lewis
- Hesperantha flexuosa   Klatt
- Hesperantha glabrescens   Goldblatt
- Hesperantha glareosa   Hilliard & B.L.Burtt
- Hesperantha gracilis   Baker
- Hesperantha grandiflora   G.J.Lewis
- Hesperantha hantamensis Schltr. ex R.C.Foster
- Hesperantha humilis   Baker
- Hesperantha hutchingsiae   Hilliard & B.L.Burtt
- Hesperantha huttonii   (Baker) Hilliard & B.L.Burtt
- Hesperantha hygrophila   Hilliard & B.L.Burtt
- Hesperantha inconspicua   (Baker) Goldblatt
- Hesperantha ingeliensis   Hilliard & B.L.Burtt
- Hesperantha juncifolia   Goldblatt
- Hesperantha karooica   Goldblatt
- Hesperantha lactea   Baker
- Hesperantha latifolia   (Klatt) M.P.de Vos
- Hesperantha latifolia Spreng. ex Steud.
- Hesperantha leucantha   Baker
- Hesperantha longicollis   Baker
- Hesperantha longituba   (Klatt) Baker
- Hesperantha luticola   Goldblatt
- Hesperantha malvina   Goldblatt
- Hesperantha marlothii R.C.Foster
- Hesperantha minima   (Baker) R.C.Foster
- Hesperantha modesta   Baker
- Hesperantha montigena   Goldblatt
- Hesperantha muirii   (L.Bolus) G.J.Lewis
- Hesperantha namaquana   Goldblatt
- Hesperantha oligantha (Diels) Goldblatt
- Hesperantha pallescens   Goldblatt
- Hesperantha pauciflora   (Baker) G.J.Lewis
- Hesperantha petitiana   (A.Rich.) Baker
- Hesperantha pilosa   (L.f.) Ker Gawl.
- Hesperantha pseudopilosa   Goldblatt
- Hesperantha pubinervia   Hilliard & B.L.Burtt
- Hesperantha pulchra   Baker
- Hesperantha purpurea   Goldblatt
- Hesperantha quadrangula   Goldblatt
- Hesperantha radiata   (Jacq.) Ker Gawl.
- Hesperantha rivulicola   Goldblatt
- Hesperantha rupestris N.E.Br. ex R.C.Foster
- Hesperantha rupicola   Goldblatt
- Hesperantha saldanhae   Goldblatt
- Hesperantha saxicola   Goldblatt
- Hesperantha schelpeana   Hilliard & B.L.Burtt
- Hesperantha schlechteri   (Baker) R.C.Foster
- Hesperantha scopulosa   Hilliard & B.L.Burtt
- Hesperantha spicata   (Burm.f.) N.E.Br.
- Hesperantha stenosiphon   Goldblatt
- Hesperantha sufflava   Goldblatt
- Hesperantha teretifolia   Goldblatt
- Hesperantha truncatula   Goldblatt
- Hesperantha umbricola   Goldblatt
- Hesperantha vaginata   (Sweet) Goldblatt
- Hesperantha woodii   Baker